# マミヤイロチョウ科
マミヤイロチョウ科（マミヤイロチョウか、Philepittidae）は、鳥綱スズメ目に属する科。

## 分布
マダガスカル固有科

## 形態
全長10-15cm。尾羽は短い。
ニセタイヨウチョウ属は下方へ向かう細長い嘴や筒状の舌などが同所にも分布するタイヨウチョウ科に類似するが、これは花の蜜や花粉を食べる方向へ進化する事で獲得した形態（収斂）だと考えられている。

## 分類
ニセタイヨウチョウ属は以前はタイヨウチョウ科に含まれていたが、内部形態などから本科に含む説が有力。
ニセタイヨウチョウ属　Neodrepanis
- Neodrepanis coruscans　ニセタイヨウチョウ　False sunbird
- Neodrepanis hypoxantha　コバシニセタイヨウチョウ　Yellow-bellied sunbird-asity

マミヤイロチョウ属　Philepitta
- Philepitta castanea　ビロードマミヤイロチョウ　Velvet asity
- Philepitta schlegeli　キバラマミヤイロチョウ　Schlegel's asity

## 生態
熱帯雨林に生息する。
食性は主に植物食で、果実、花の蜜、花粉、昆虫などを食べる。

## 人間との関係
開発による生息地の破壊などにより生息数が減少している種もいる。